# Jun"jacha
La Jun"jacha (in russo Юнъяха?) è un fiume della Russia europea settentrionale, affluente di destra della Lemva nel bacino della Pečora. Scorre nella Repubblica dei Komi.
Il fiume ha origine dalle pendici settentrionali degli Urali polari vicino al confine con il circondario autonomo degli Chanty-Mansi-Jugra. Scorre verso sud-ovest attraverso zone disabitate. Sfocia nella Lemva a 7 km dalla foce. Ha una lunghezza di 153 km; l'area del suo bacino è di 2 570 km². 